# Orthobula radiata
Orthobula radiata är en spindelart som beskrevs av Simon 1897. Orthobula radiata ingår i släktet Orthobula och familjen flinkspindlar. Inga underarter finns listade i Catalogue of Life.